# VK Dukla Liberec
VK Dukla Liberec är en volleybollklubb från Liberec, Tjeckien. Klubben grundades 1948 som volleybollsektionen av ATK Praha i Prag. Klubben flyttade 1957 till Kolín, 1966 till Jihlava och sedan 1969 har klubben haft sitt säte i Liberec. Klubben har både herr- och damlag. Det är herrlaget som har nått de största framgångarna med seger i europacupen 1975, fjorton tjeckoslovakiska mästerskap och fyra tjeckiska mästerskap.